# Lutten
Lutten ist ein Kirchdorf im Landkreis Vechta in Niedersachsen mit über 3.500 Einwohnern (Stand: 2010). Durch die Gemeindegebietsreform wurde Lutten am 1. März 1974 trotz Protesten aus der Bevölkerung Teil der Gemeinde Goldenstedt.

## Geografie, Topografie und benachbarte Ortschaften

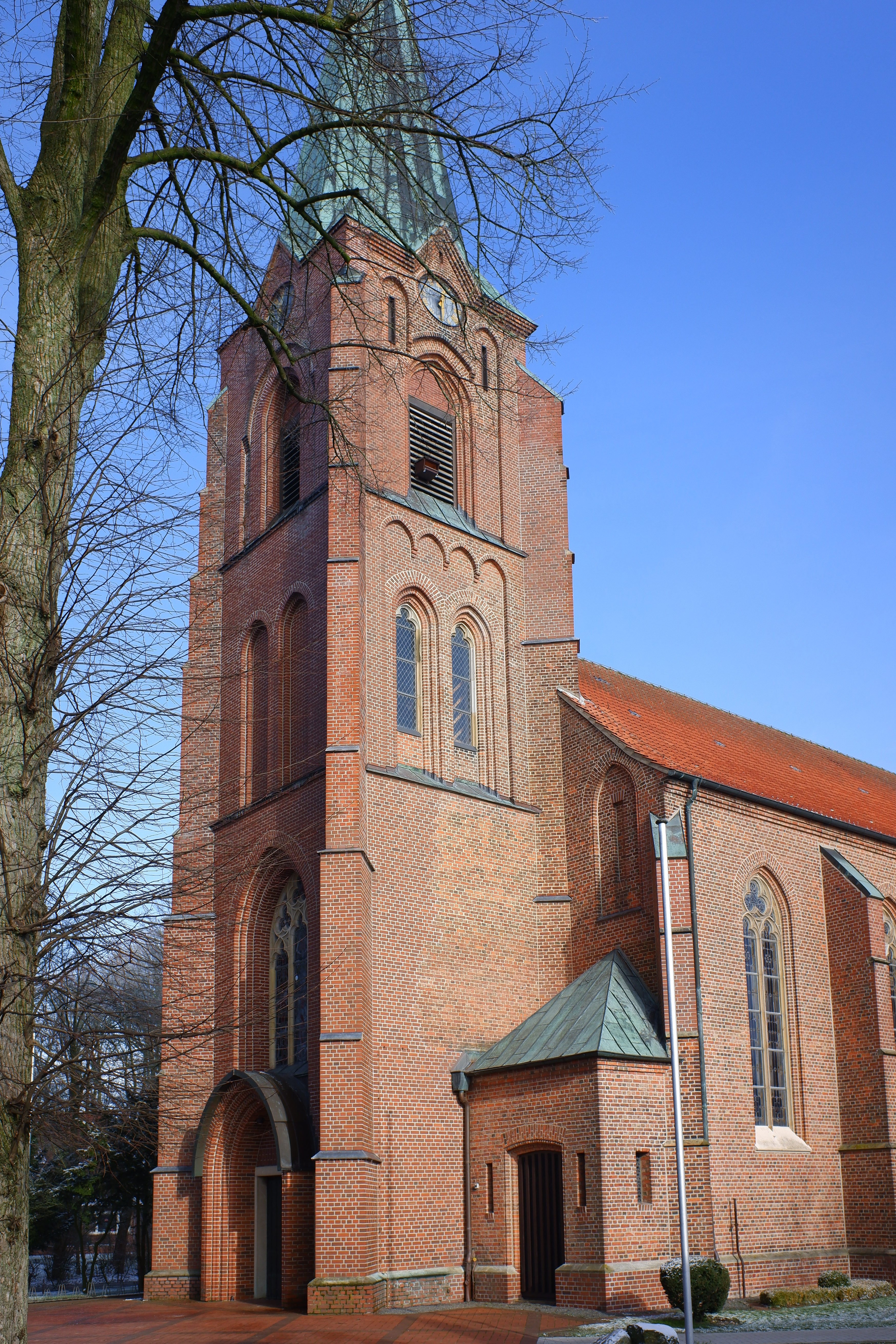
St. Jacobus Kirche in Lutten

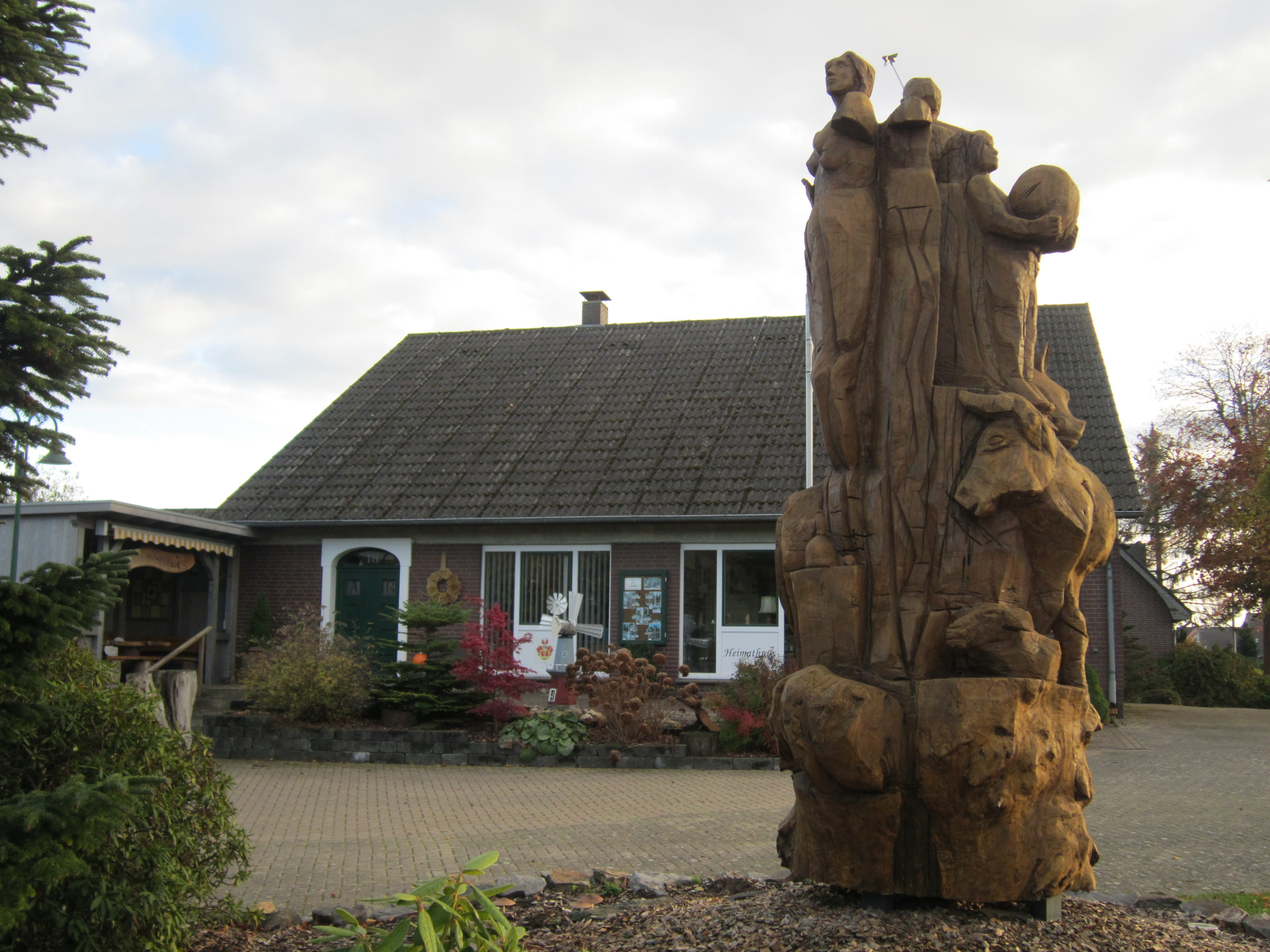
Skulptur „Karussell des Lebens“ vor dem Heimathuus Lutten

Lutten liegt ungefähr auf halber Strecke zwischen Bremen und Osnabrück, inmitten des Oldenburger Münsterlandes. Mit der NordWestBahn können beide Städte in rund einer Stunde erreicht werden.
Die flache Lutter Geestlandschaft wird durchströmt von den Quellbächen des östlichen Hasearms, nämlich dem Lutter Mühlenbach, dem Hasbach und der Schlochter Bäke.
In etwa zwei Kilometern nordöstlicher Entfernung zum Lutter Ortskern liegt der Staatsforst und das Naturschutzgebiet Herrenholz, ein altes, von mesophilen Eichen-Hainbuchenmischwäldern geprägtes Waldgebiet mit wertvollen Lebensräumen wie kleinen nährstoffreichen Stillgewässern (Schlatts) mit Teichröhrichten und kleinflächigen Erlen-Bruchwäldern.
Nachbarorte sind, beginnend von Norden im Uhrzeigersinn, die Gemeinde Visbek, die Gemeinde Goldenstedt, die Kreisstadt Vechta und der Vechtaer Ortsteil Langförden. Im Südosten Luttens liegt das Große Moor.
| Langförden (7 km) | Visbek (9 km) | Goldenstedt (6 km) |  |
|                   |               |                    |  |
| Vechta (6 km)     |               | Großes Moor (6 km) |  |

Die Entfernungsangaben beziehen sich auf die Entfernung bis zum Ortszentrum.

## Geschichte, Religion, Ortsgliederung
Eine erste urkundliche Erwähnung fand Lutten im Jahr 872 als Graf Waltbert dem Alexanderstift zu Wildeshausen das Landgut Sigiwal in Lutten übertrug. Bis zum Ende des 14. Jahrhunderts hatten die Herren von Lutten ihren Sitz in der Gemeinde. Reste der ehemaligen Burg Lutten fanden sich noch Anfang des 20. Jahrhunderts beim Erbhause des Zellers Zurborg. Im Jahr 1320 wird eine Kirche in Lutten erwähnt.
Lutten ist Teil des überwiegend katholisch geprägten Oldenburger Münsterlandes. So ist auch die Mehrheit der Bewohner katholischen Glaubensbekenntnisses. Die Lutter Dorfkirche St. Jacobus ist eine Filialkirche der Kirchengemeinde St. Gorgonius in Goldenstedt.
Während des Zweiten Weltkrieges und in den Jahren danach erfuhr Lutten einen großen Zuzug von Flüchtlingen und Vertriebenen.
Bauerschaften der Altgemeinde Lutten waren Amerbusch, Höven, Osterende, Timpen und Westerlutten. Diese sind heute Ortschaften innerhalb der Goldenstedter Bauerschaft Lutten.
Am 1. März 1974 wurde aufgrund der Gemeindegebietsreform die eigenständige Gemeinde Lutten aufgelöst und in die Gemeinde Goldenstedt eingegliedert. Dies war von Protesten begleitet, denn Teile der Lutter Bevölkerung wollten die Eingemeindung nach Goldenstedt verhindern, wegen einer zu geringen Identifikation mit und einer vergleichsweise hohen Entfernung nach Goldenstedt (7 km bis zur Ortsmitte). Viele Lutter Bürger gingen 1974 in der Vechtaer Innenstadt auf die Straße und protestierten unter dem Motto „Lutten zu Vechta“ für eine Eingliederung des Ortes Lutten in die Stadt Vechta, die ihnen aufgrund einer höheren Affinität zu Vechta und der relativen Nähe zur Kreisstadt (3 km bis zum Ortseingang Vechta-Oythe, 5 km bis ins Stadtzentrum) sinnvoller schien. Der Rat der ehemaligen Gemeinde Lutten war ebenfalls für eine Eingliederung in die Stadt Vechta, die Eingliederung in Goldenstedt wurde abgelehnt.
Die Nähe zur Kreisstadt Vechta sorgt seit den 1980er Jahren für einen anhaltenden Bauboom in Lutten durch Zuzüge von Pendlern, die dazu beitragen, dass der Anteil der von der Landwirtschaft Lebenden stetig kleiner wird. Gefördert wird die Bereitschaft zum Berufspendeln durch die verbesserte Anbindung Luttens über die NordWestBahn an die Stadt Vechta, aber auch an die südlicher gelegenen Städte und Gemeinden des Landkreises Vechta, sowie an Wildeshausen, Bremen und Osnabrück, als auch durch den Ausbau des Busverkehrs seitens der Verkehrsgemeinschaft Landkreis Vechta.
2015 wurde die Goldenstedter Skulpturenmeile um einen Standort in Lutten erweitert. Beim Heimathuus am Bahnhof Lutten wurde die Holzskulptur „Karussell des Lebens“ aufgestellt, ein Gemeinschaftswerk der Bildhauer Ragna Reusch-Klinkenberg (Rotenburg/Wümme), Uwe Schloen (Bremen), Uwe Oswald (Goldenstedt/Barnstorf), Ellen Mäder-Gutz (Vechta) und Yves Rasch (Hamburg).
siehe auch: Liste der Baudenkmale in Lutten

## Politik
Lutten war die erste Gemeinde, die nach dem Zweiten Weltkrieg im britischen Sektor wieder selbstständig wurde.
Bei der Gemeindegebietsreform 1974 wurde Lutten in die Gemeinde Goldenstedt eingegliedert. Bis heute sind starke Strömungen in der Gemeinde vorhanden, die sich eine Anbindung an Vechta wünschen. Hauptgrund dafür sind vor allem die geografischen Gegebenheiten. Der amtierende Bürgermeister Goldenstedts, Alfred Kuhlmann (parteilos), wohnt in Ellenstedt.

## Verkehr

### Straßenverkehrsanbindung
Lutten wird von den beiden Kreisstraßen 254 (Wöstendöllen–Amerbusch) und 253 (Osterende–Langförden) durchkreuzt (Nord–Süd, Ost–West).
Die das Dorf im Süden tangierende Landesstraße L881 verbindet Lutten mit Goldenstedt und der Kreisstadt Vechta.
Die etwa zwölf Kilometer westsüdwestlich gelegene Auffahrt Vechta bietet Anschluss an die Bundesautobahn 1 in die Richtungen Osnabrück und Bremen/Oldenburg. Die Bundesstraße 69 Richtung Diepholz ist in etwa acht Kilometern südsüdwestlicher Entfernung erreichbar.

### Öffentlicher Personennahverkehr
Lutten ist durch Bus und Bahn an den ÖPNV angebunden. Die Buslinien 693 und 642 (Betreiber: Verkehrsgemeinschaft Landkreis Vechta) verbinden Lutten im 1- bis 2-Stunden-Takt mit Vechta und Goldenstedt. Einen Kilometer nördlich des Ortszentrums liegt der Bahnhof. Die RB 58 (Betreiber: NordWestBahn) bietet von hier auf der Bahnstrecke Delmenhorst–Hesepe stündliche Verbindungen über Vechta in Richtung Osnabrück und über Goldenstedt in Richtung Bremen/Delmenhorst an.

## Persönlichkeiten

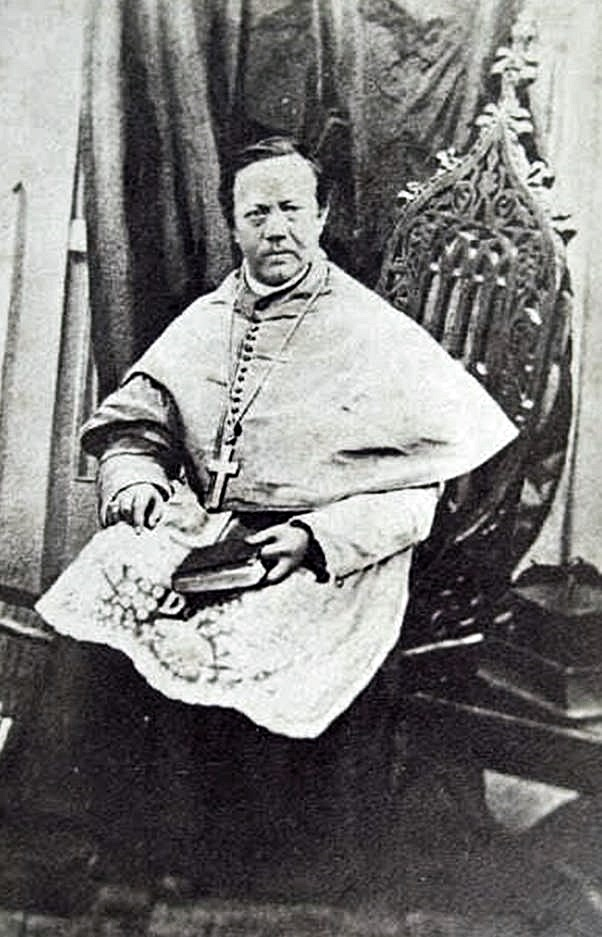
Bischof John Henry Luers aus Lutten, 1859

- John Henry Luers (* 29. September 1819 in Lutten; † 29. Juni 1871 in Cleveland, Ohio, USA), erster Bischof von Fort Wayne
- Theodor Hartz (* 2. Januar 1887 in Lutten; † 23. August 1942 im Konzentrationslager Dachau), Ordensgeistlicher und KZ-Opfer
- Klaus von Klitzing (* 28. Juni 1943 in Schroda, Polen), Physiker, in Lutten aufgewachsen, 1985 mit dem Nobelpreis für Physik ausgezeichnet für seine Arbeiten zum „Quanten-Hall-Effekt“